# Badister dorsiger
Badister dorsiger – gatunek chrząszcza z rodziny biegaczowatych i podrodziny dzierowatych.

## Taksonomia
Gatunek ten opisany został po raz pierwszy w 1812 roku przez Caspara Erasmusa Duftschmida pod nazwą Carabus dorsiger.

## Morfologia
Chrząszcz o wydłużonym ciele długości od 4,7 do 5,8 mm. Głowa jest brązowoczarna z brązowymi i poprzyciemnianymi czułkami i głaszczkami, mniej więcej tak szeroka jak przedplecze. Ostatni człon głaszczków szczękowych jest spiczasty. Warga górna jest na przedniej krawędzi ostro, V-kształtnie wycięta. Aparat gębowy ma ponadto niesymetryczne żuwaczki, z których prawa ma wykrojenie na krawędzi zewnętrzno-grzbietowej, a lewa jest niezmodyfikowana. Przedplecze jest bardzo szerokie, od 1,4 do 1,5 raza szersze niż dłuższe, brązowoczarne z dość szeroko żółtobrązowo obwiedzionymi krawędziami bocznymi. Pokrywy są szersze niż u B. sodalis, o gładkich międzyrzędach, ubarwione brązowoczarno z żółtym lub żółtobrązowym wzorem, typowo obejmującym wąskie obrzeżenie krawędzi, szew i parę kropek barkowych, niekiedy połączonych poprzecznie, trafiają się jednak okazy o całej przedniej części pokryw żółtobrązowej. Odnóża są żółtobrązowe.

## Ekologia i występowanie
Owad rozmieszczony na nizinach. Zasiedla zarośnięte roślinnością pobrzeża wód, mokradła, lasy zalewowe, brzegi śródleśnych bajor i wilgotne łąki. Preferuje wilgotne gleby bagienno-torfowe.
Gatunek palearktyczny, znany z Niemiec, Austrii, Danii, Polski, Czech, Słowacji, Węgier, Białorusi, Ukrainy, Mołdawii oraz europejskiej i zachodniosyberyjskiej części Rosji. Na „Czerwonej liście gatunków zagrożonych Republiki Czeskiej” umieszczony jest jako gatunek narażony na wymarcie (VU).